# Colours (Bill Smith/Enrico Pieranunzi)
Colours è un album a nome di Bill Smith con Enrico Pieranunzi (nel vinile originale compare solo a nome di Bill Smith, mentre nella successiva pubblicazione su CD in copertina appare accreditato a Bill Smith - Enrico Pieranunzi), edito dalla Edi-Pan Records nel 1978.

## Tracce
Lato A
1. Matt – 5:08 (Bill Smith) – Registrato l'11 e 12 settembre 1978
2. 'Round About Midnight – 4:10 (Thelonious Monk) – Registrato l'11 e 12 settembre 1978
3. Chaconne – 2:48 (Bill Smith) – Registrato l'11 e 12 settembre 1978
4. Incantation – 4:54 (Bill Smith) – Registrato l'11 e 12 settembre 1978

Lato B
1. Merry-Go-Round – 3:25 (Bill Smith) – Registrato il 7 luglio 1980
2. My Romance – 7:05 (Lorenz Hart, Richard Rodgers) – Registrato l'11 e 12 settembre 1978
3. Now and Here – 2:34 (Enrico Pieranunzi) – Registrato l'11 e 12 settembre 1978
4. Blue Bells – 4:50 (Bill Smith) – Registrato l'11 e 12 settembre 1978

## Musicisti
Matt / Chaconne / Merry-Go-Round / Blue Bells
- Enrico Pieranunzi - pianoforte
- Bill Smith - clarinetto
- Bruno Tommaso - contrabbasso
- Roberto Gatto - batteria

'Round Midnight / My Romance / Now and Here
- Enrico Pieranunzi - pianoforte
- Bill Smith - clarinetto

Incantation
- Bill Smith - clarinetto (solo)

Note aggiuntive
- Enrico Pieranunzi - supervisore, produttore
- Registrazioni effettuate l'11 e 12 settembre 1978 presso Emmequattro Studios di Roma (Italia) (eccetto brano: My Romance)
- Brano My Romance registrato il 7 luglio 1980
- Gianni Fornari - ingegnere delle registrazioni
- Arrigo Polillo - note retrocopertina LP[1]